# TVP2

Логотип TVP2 HD

TVP2, абоTVP Dwa, Program II Telewizji Polskiej, «Dwójka» — польський телеканал компанії TVP (Telewizja Polska S.A.). Сітку мовлення складають документальні, історичні програми, ток-шоу, комедійні фільми, гумористичні програми.

## TVP2 HD
В доповнення до SD мовлення, TVP2 також транслюється у HD форматі. Мовлення TVP2 HD почалося в червні 2012 з початком UEFA Euro 2012.